# Kaylynn
Kaylynn, née le 26 septembre 1977 à Birmingham (Alabama), est une actrice pornographique américaine.

## Biographie
Kaylynn est née à Birmingham en Alabama, et a vécu à New York, dans le Massachusetts et sur Rhode Island. Avant de devenir actrice pornographique, elle a notamment travaillé comme agent de sécurité et caissière.
Elle tourne son premier film en 1998 dans More Dirty Debutantes 86 et acquiert la consécration en 2001 en étant récompensée par un XRCO Award.
Elle est par ailleurs régulièrement invitée sur le plateau de Playboy TV dans le show Totally Busted.

## Récompenses
- XRCO Award en 2001 - Orgasmic Oralist [3]
- XRCO Award en 2002 - Orgasmic Oralist [3]

## Filmographie sélective
- 2014 : Big Anal Booties 2
- 2013 : Anal Training Day
- 2012 : Babe Buffet: All You Can Eat
- 2011 : MILF Strap 2: Give Mommy Your Ass
- 2010 : Kittens and Cougars 3
- 2009 : No Man's Land: Girls in Love 3
- 2008 : Insatiable Lesbians 3
- 2007 : No Man's Land Coffee and Cream 1
- 2006 : Pussy Party 16
- 2005 : Girlvana 1
- 2004 : No Man's Land Interracial Edition 7
- 2003 : No Man's Land Director's Choice
- 2002 : The Violation of Violet Blue
- 2001 : Buttslammers 21
- 2001 : No Man's Land Latin Edition 2
- 2001 : The Violation of Kiki Daire
- 2001 : The Violation of Kate Frost
- 2000 : No Man's Land Interracial Edition 5
- 2000 : No Man's Land 30
- 1999 : No Man's Land 28
- 1999 : Four Finger Club 7
- 1998 : Backseat Driver 4